# Isoetes humilior
Isoetes humilior är en kärlväxtart som beskrevs av Ferdinand von Mueller och Addison Brown. Isoetes humilior ingår i släktet braxengräs, och familjen Isoetaceae. Inga underarter finns listade i Catalogue of Life.